# Tervueren (kutyafajta)

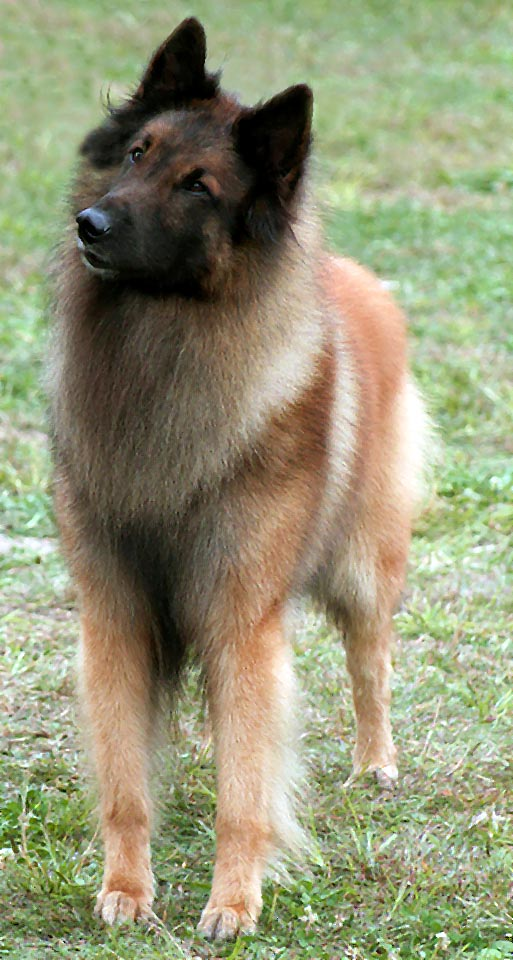

A tervueren közepes termetű kutyafajta.

## Szőrzet
A tervueren szőrzete általános leírása megegyezik a groenendaelével. A fejen és a fül külső részén a szőr rövid. A mellső lábak hátsó felén zászlószerű szőrzet található, a hátsó lábakon, a comb felső részén vastag szőrből álló "nadrág" van. A nyakon és mellkason levő hosszú egyenes szőr sörényt alkot. A test többi táján hosszú egyenes szőr található. A tervueren alapvető színe azonban vöröses-barna, fekete tűzéssel (charbonage) és a fejen fekete maszkkal.

## Külső hivatkozások
- Tervueren fajtaismertető a Kutya-Tár-ban
- Filip